# Yalama
Yalama es un pueblo y municipio en el Rayón de Xaçmaz en Azerbaiyán. Tiene una población de 4.762 habitantes y el municipio se compone de los pueblos de Yalama, Düztahiroba, Səlimoba, Ortaoba, Ukuroba, Yaquboba, Zeyxuroba y Zuxuloba.